# Aеродром Пекинг-Дасинг
Међународни пекиншки аеродром Дасинг (IATA: PKX, ICAO: ZBAD; кин.: 北京大兴国际机场, пин'јин: Běijīng Dàxīng guójì jīchǎng) други је пекиншки међународни аеродром у области Дасинг у Народној Републици Кини. Изградња његовог терминала завршена је 30. јуна 2019. године, а очекује се да ће аеродром у целини бити пуштен у рад до краја септембра 2019. године и постати важан међународни аеродром на северу Кине.

Представља велико међународно ваздухопловно чвориште са четири писте, како би испунио предвиђену годишњу пропусност од 100 милиона путника. Аеродром се налази на северној обали реке Јунгдинг, на размеђи града Јуфа у пекиншкој градској области Дасинг, Лисјена и Ђуџоуа, у области Гуангјанг града Лангфанга у провинцији Хебеј. Од Трга Тјенанмена ваздушном линијом удаљен је око 46 км, од центра Лангфанга је удаљен око 26 км,  док је од новизграђене градске области Сјунг'Ан удаљен око 50 км. 
Национална комисија за развој и реформе је 22. новембра 2014. године званично изнела план о изводљивости радова на новом аеродрому. Имена о којима се разматрало те године била су аеродром Дасинг и аеродром Лисјен. Будући да је 2017. године изграђена област Сјунг'Ан, чланови Народне политичке консултативне конференције и надлежни органи предложили су да нови аеродром носи назив Међународни аеродром Сјунг'ан,  али одлука да се аеродром званично зове Међународни пекиншки аеродром Дасинг донета је 14. септембра 2018. године. Постављање крова хангара базе Чајна Истерн Ерлајнса 29. септембра 2018. означавао је завршетак свих пројеката и на пратећим хангарима. Главни пројекат завршен је 30. јуна 2019. Пробни летови званично су почели 13. маја на авионима Боеинга 747-8, А350-900, А380-800 и 787-9 Ер Чајне, Чајна Истерн Ерлајнеса, Сјамен Ерлајнса и осталих авио-компанија, а први авион са пробног лета је слетео у 9:29 по локалном времену.
Овај аеродром одговараће свим брзорастућим потребама аеродромског система у Пекингу, а у рангу ће бити са Сингапурским међународним аеродромом Чанги, Међународним аеродромом Инчон, Међународним аеродромом Нарита, Шангајским међународним аеродромом Пудунг, Међународним аеродромом Хонг Конг и осталим аеродромима широм региона. Седиште јединице за изградњу аеродрома налази се на самом аеродрому, а оперативна јединица Capital Airport Holding је Центар за управљање Пекиншким међународним аеродромом Дасинг. У првој фази до 2025. године се очекује 72 милиона путника, 2 милиона тоне терета и 650 хиљада летова. Аеродром је класе 4F, а укупна инвестиција пројекта износи 79,98 милијарди јуана.

## Главни објекти

### Терминали
Укупна површина терминала износи око 27,9 хектара. У правцу север-југ дуг је 1753 метара и широк 1591 метар у правцу исток-запад. Чине га путнички терминали, Трансферни центар, вишенаменски Услужни центар и паркиралиште, а укупна грађевинска површина износи 1,03 милиона квадратних метара, чиме премашује терминал Т3 на Међународном аеродрому Пекинг. Тренутно је највећи терминал на свету.
Као идеју за дизајн терминала узета је петокрака коју је претходно ADP (Париски аеродроми) изнела у свом програму, а коју је оптимизовала Zaha Hadid Architects. Средину петокраке чини центар терминала од ког се протежу пет кракова. Југоисточни, јужни и југозападни су дуги по 411 метара, док дужине северозападног и североисточног износе по 298 метара. Њихове површине појединачно иду од 46 хиљада квадратних метара до 100 хиљада квадратних метара. Поред тога, зграда Услужног центра чини тзв. шести крак који аеродрому даје симетрију, а угао између свака два крака износи 60 степени. 
Површина коју кров покрива износи 180 хиљада квадратних метара. Средиште обухвата два подземна и пет нивоа изнад површине земље на којима се спроводе доласци, одласци, увоз, извоз, безбедносна контрола, преузимање пртљага и делови где се налазе шалтери. Ово је први аеродром са двоспратним дизајном за доласке и одласке као и са више различитих начина за чекирање одн. пријаву на лет. На четвртом нивоу је простор за пријаву за летове на домаћим и међународним линијама, као и део за одласке. Има 180 шалтера за чекирање за међународне летове и они се налазе на средишту спрата, а са леве и десне стране налазе се шалтери за чекирање летова на домаћим линијама. Трећи ниво има само шалтере за чекирање летова унутар Кине и то посебне за пословне путнике, редовне линије, више самоуслужних киоска за чекирање као и 12 шалтера за посебне путнике  са 44 сигурносна скенера. На другом нивоу су доласци за летове унутар Кине, a на првом су пак међународни доласци и одласци за домаће линије где је могућ и транспорт пртљага. На петом нивоу се налази комерцијални аеродромски простор површине 13 хиљада квадратних метара.
Дуж пет кракова пружа се 79 авио-мостова, чији су крајеви од средишта аеродрома удаљени око 600 метара за шта је потребно до 8 минута хода. На крајевима кракова налазе се традициоални кинески вртови под именима Врт свиле, Врт чаја, Врт порцелана, Врт земље и Врт Кине. Када је реч о краковима и компанијама, Чајна Садерн Ерлајнс смештена је у западном делу, у источом је Чајна Истерн Ерлајнес, док су пак у јужном делу међународне авио-компаније. Трећи ниво је за међународне одласке, други за домаће летове. Осим тога, на другом и трећем нивоу у централном делу где се пет кракова укрштају налази се транзитна зона, независна погранична полиција и сигурносни објекти за транзит робе из Кине ка иностранству, из иностранства у иностранство, из иностранства у Кину.
Трансферни центар налази се у подземним нивоима у средишту терминала. Три планиране међуградске железничке линије Ђинг-Сјунг, Нови аеродром и R4 паралелно ће пролазити кроз јужни крак. Перони се налазе у другом нивоу испод земље, испод чекаонице у централном делу чиме је олакшано преседање.
Свеобухватни Услужни центар тзв. „Шести крак” површине је 503 хиљаде квадратних метара. Ту се налазе хотели, пословни простор и др., а са леве и десне стране изграђена су паркиралишта.
| IV ниво  | Одласци за домаће и међународне линије | Чекирање; Контролна зона за међународне летове (царина, карантин, гранична контрола, безбедносна провера) |
| III ниво | Одласци за домаће линије               | Чекирање (VIP), самостално чекирање, безбедносна контрола                                                 |
| III ниво | Међународни одласци                    | Duty Free Shop, излаз                                                                                     |
| II ниво  | Одласци и доласци за домаће летове     | Излаз, чекаоница, продавнице, преузимање пртљага                                                          |
| I ниво   | Међународни доласци                    | Контролна зона (царина, карантин, гранична контрола), преузимање пртљага                                  |
| -I ниво  | Преседање                              | Паркиралиште, железнички транспорт, убрзано чекирње за летове унутар Кине/ безбедносна контрола           |

### Писте и стајанке
На Међународном пекиншком аеродрому Дасинг изграђене су четири писте, три вертикалне и једна хоризонтална. Писта Исток (01L/19R) дугачка је 3400 метара, а широка 60 метара; Запад 1 (17L/35R); писта Север (11L/29R) дугачка је 3800 метара, а широка 60 метара; Запад 2 (17R/35L) која је дугачка 3800 метара, а широка 45 метара. Писта Исток је од Запада 1 удаљена 2380 метара, док Запад 1 од Запада 2 дели 760 метара. У складу с тим, постављено је осам паралелних стаза као и читав систем стаза за вожење. Писте су опремљене са два сета ILS-а треће класе и расветом, и са пет сетова ILS-а прве класе са расветом.  
Капацитет стајанке је толики да може примити педесет путничких авиона, двадесет четири теретних и четрнаест места за авионе на сервису.  

### Дугорочни планови
Према дуогорочном плану, аеодром ће имати шест писта, укључујући и четири које су изграђене у првој фази градње, како би задовољило проток од 100 милиона путника на годишњем нивоу, 880 хиљада летова као и 4 милиона тона робе.

### Остало
- 75 хиљада квадратних метара станице за превоз робе, 35 хиљада квадратних метара складишног простора, 74 хиљаде квадратних метара царинског спремишта;
- Тренажни центар ратног ваздухопловства, вишенаменски објекти, места за преноћишта и други помоћни објекти; трансфер унутар аеродрома, противпожарна заштита, заштита од поплава и канализациони систем, зелене површине и пратећи садржаји.

## Премештање авио-компанија
Директорат цивилног ваздухопловства је 3. јануара 2019. године издао Решење о пуштању у рад Међународног пекиншког аеродрома Дасинг са планом расподеле средстава у систему „Један град, два аеродрома” и План управљањима средствима у периоду преласка на систем „Један град, два аеродрома” где је разјашњено да ће се Чајна Јунајтед Ерлајнс одмах преселити седиште након затварања аеродрома Нанјуен. Чајна Истерн Ерлајнес и Чајна Садерн Ерлајнс биће међу првима на новом аеродрому, док ће остале авио-компаније прећи у периоду од зиме 2019. до пролећа 2021. године. Конкретно, Чајна Истерн Ерлајнес, Чајна Садерн Ерлајнс као и Пекинг Капитал Ерлајнс и Чајна Јунајтед Ерлајнс преселиће се на Међународни пекиншки аеродром Дасинг; Авио-компаније AVIC-а, попут Хајнан Ерлајнса остају на првобитном аеродрому; Чајна Постал Ерлајнс пословаће на оба аеродрома; Остале домаће авио-компаније ће имати могућност избора седишта, без могућности пословања на оба аеродрома. Компаније из Хонг Конга, Макаоа и са Тајвана као и иностране авио-комомпаније приликом избора имаће на располагању оба аеродрома. Планом су предвиђене и мере маркетизације које би подстакле компаније на прелазак на нови аеродром.
Амбасадор САД у Кини Тери Бранстад је 22. априла 2019. године након посете новом аеродрому са водећим америчким компанијама открио да ће Американ Ерлајнс и Делта Ерлајнс бити укључени у рад новог аеродрома.  Бритиш Ервејз је 10. јула 2019. на свом званичном налогу на Вејбоу објавио да ће сви директни летови до Пекинга бити пребачени на аеродром Дасинг у октобру те године. 

## Саобраћај

### Ауто-путеви
Изградња ауто-пута аеродром Дасинг S3501 почела је у децембру 2016. године, комплетно завршена 29. децембра 2018., а отворен за саобраћај 7. јануара 2019. године. Главни извођач радова била је фирма Beijing Infrastructure Investment. Протеже се у правцу југ-север, укупне дужине 27 км, са по 4 траке у оба правца. Максимална дозвољена брзина кретања је од 100-120 км на сат.  
На западној страни новог аеродрома налази се ауто-пут Гуангда G45 који полази из Пекинга. На источној страни је ауто-пут Ђингтај G3, са северне стране је S3300, на југу ауто-пут Лангџуо S24 који преко S3501 директно повезује градске области.

### Железнице
Међуградска линија Ђинг-Сјунг и све остале које су у фази изградње или се тек планирају пролазиће кроз овај аеродром са преноима у другом подезмном нивоу. Чекаоница се налази на првом подземном нивоу испод главног терминала где ће бити и шалтери за пријаву као и део за одласке (само за летове унутар Кине).     
Цаоћао је почетна станица која спаја центар града са железницама у оквиру аеродрома, пролазећи кроз станицу Дасинг Синченг па све до станице Аеродром Дасинг, код јужног терминала.  Линија Нови аеродром је прва градска линија која може достићи максималну брзину од 160 км на сат, те се од станице Цаоћао до аеродрома стиже за 19 минута. На овој станици укрштају се четири линије, а планиране су и линије 10, 19 и 11.

### Аутобуси
Према извештају из јуна 2019. године, планирано је да кроз аеродрома саобраћа шест градских линија, које иду ка станици Пекинг запад, станици Пекинг југ, станици Тунгџоу, станици Фангшан и једна ноћна која иде ка Сјавумена. У плану је отварање нових међупровинцијалних аутобуских линија од аеродрома до Баодинга, Даченга, Лангфанга, Санхеа, Шиђаџуанга, Тангшана и Тјенцина.  Поред тога, јула 2019. године отворене су и две линије од аеродрома до Јуфаа и Лисјена.

## Рушење старог аеродрома
Међународни аеродром Пекинг ће наставити са радом и након отварања овог аеродрома, док ће аеордром Нанјуен након затварања 30. септембра 2019. делом постати музеј, а део ће бити срушен. 